# Stiftsgymnasium Melk
Stiftsgymnasium Melk (Gimnazjum opactwa Melk) – prywatna szkoła katolicka w Melk, Austria. Znajduje się w Opactwie Benedyktynów w Melku i jest najstarszą szkołą w Austrii (została założona w 1140 r.).

## Znani absolwenci
- Jacobus Gallus (1550-1591), kompozytor
- Gregor Joseph Werner (1693-1766), kompozytor
- Johann Georg Albrechtsberger (1736-1809), kompozytor
- Friedrich Halm (1806-1871), pisarz
- Karl Zeller (1842-1898), kompozytor operetkowy
- Karl Kautsky (1854-1938), teoretyk socjalizmu
- Adolf Loos (1870-1933), architekt
- Hermann Swoboda (1873-1963), psycholog
- Albert Paris Gütersloh (1889-1973), malarz i pisarz
- Leopold Vietoris (1891-2002), matematyk
- Wilhelm Beiglböck (1905-1963), internista i lekarz
- Franz König (1905-2004), arcybiskup Wiednia i kardynał